# The Woodlands (Texas)
The Woodlands es un lugar designado por el censo ubicado en el condado de Montgomery en el estado estadounidense de Texas. En el Censo de 2010 tenía una población de 93847 habitantes y una densidad poblacional de 826,29 personas por km².

## Geografía
The Woodlands se encuentra ubicado en las coordenadas 30°10′18″N 95°30′29″O / 30.17167, -95.50806. Según la Oficina del Censo de los Estados Unidos, The Woodlands tiene una superficie total de 113.58 km², de la cual 112.07 km² corresponden a tierra firme y (1.32%) 1.5 km² es agua.

### Aldeas (Subdivisiones)
The Woodlands está organizado en ocho aldeas, que se subdividen en vecindarios. Cada aldea ofrece diversas comodidades, incluyendo parques, senderos para caminatas y ciclismo, campos de golf, centros comerciales y una variedad de propiedades residenciales, desde casas unifamiliares hasta grandes propiedades. El Centro de la Ciudad cuenta con instalaciones de compras y restaurantes, oficinas corporativas y un canal inspirado en el Paseo del Río de San Antonio. El distrito de Research Forest incluye una instalación de Park and Ride y el Ayuntamiento de The Woodlands Township.
- Alden Bridge[5]
- Cochran's Crossing[6]
- College Park[7]
- Creekside Park[8]
- Grogan's Mill[9]
- Indian Springs[10]
- Panther Creek[11]
- Sterling Ridge[12]

## Demografía
Según el censo de 2010, había 93847 personas residiendo en The Woodlands. La densidad de población era de 826,29 hab./km². De los 93847 habitantes, The Woodlands estaba compuesto por el 14.39% blancos, el 62.42% eran afroamericanos, el 18.34% eran amerindios, el 4.93% eran asiáticos, el 0.07% eran isleños del Pacífico, el 1.77% eran de otras razas y el 2.09% pertenecían a dos o más razas. Del total de la población el 12.25% eran hispanos o latinos de cualquier raza.

## Educación

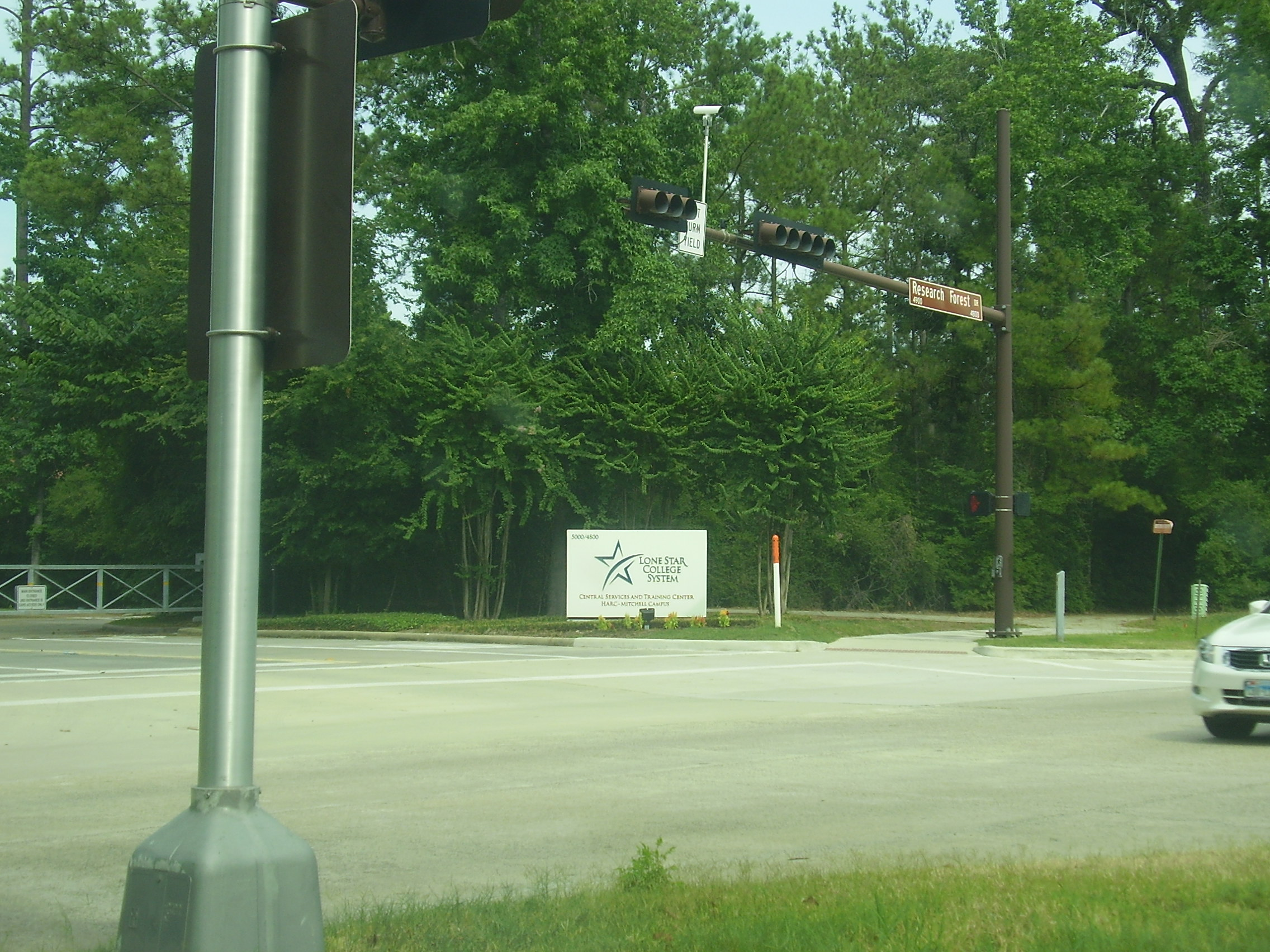
Sede de Lone Star College

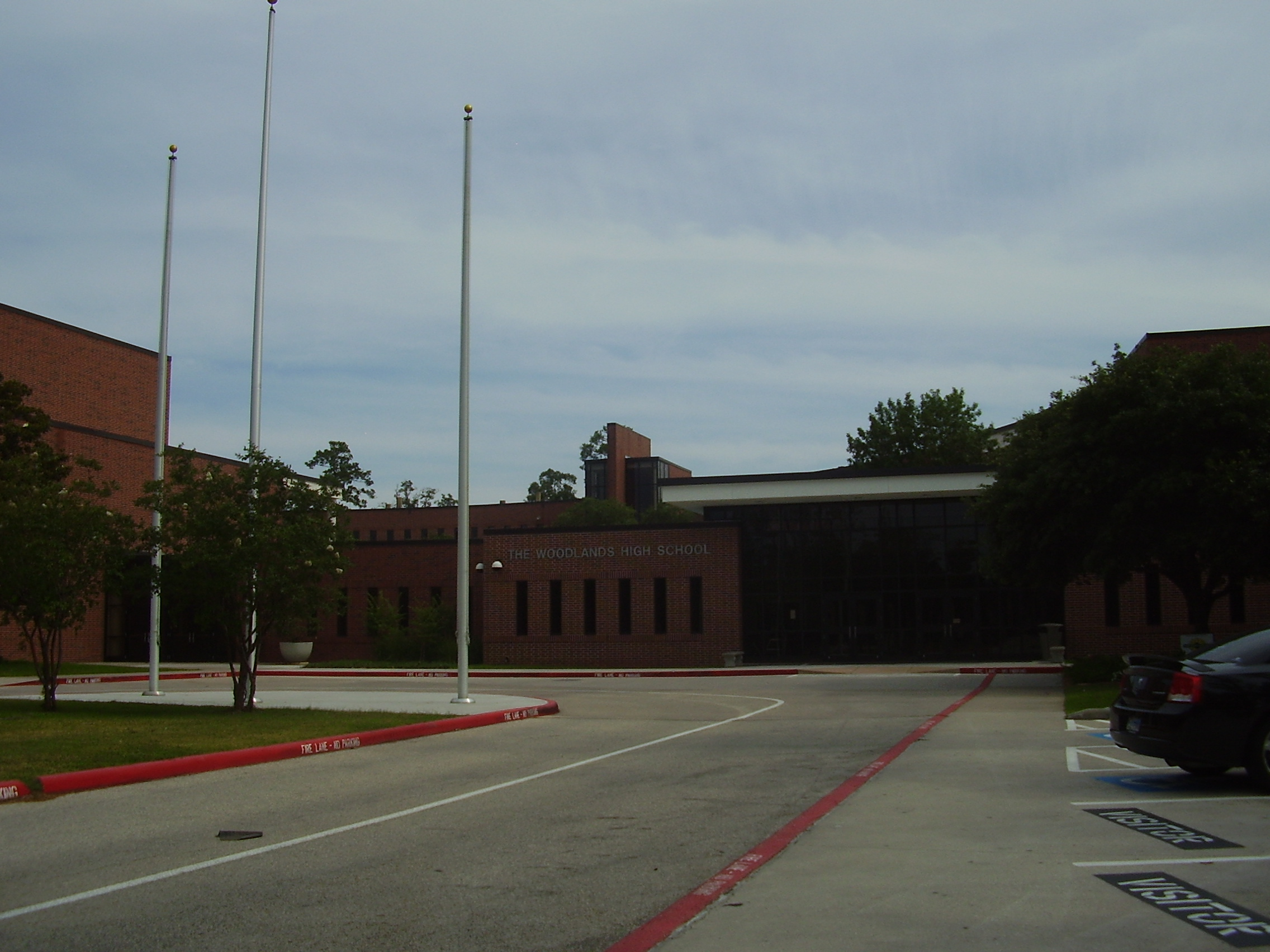
Escuela Preparatoria The Woodlands

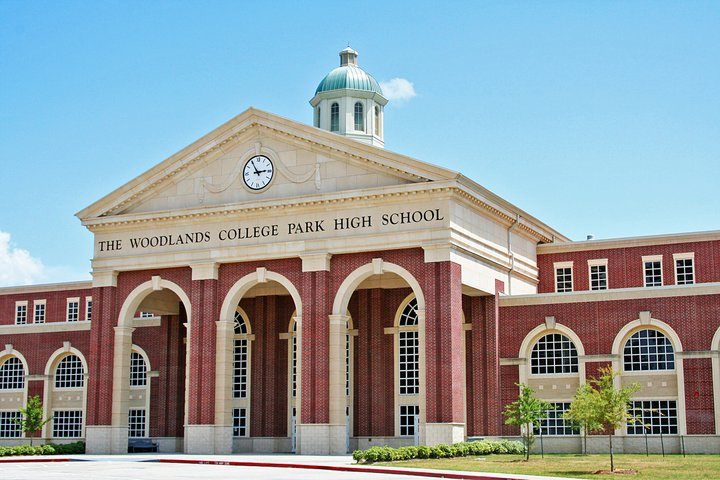
Escuela Preparatoria The Woodlands College Park

The Woodlands tiene la sede de Lone Star College.
El Distrito Escolar Independiente de Conroe gestiona escuelas públicas. Las escuelas preparatorias son Escuela Preparatoria The Woodlands y Escuela Preparatoria The Woodlands College Park.